# Mr. World 2003
Mister World 2003 foi a 4ª edição do concurso de beleza masculino de Mister World. A versão masculino do concurso Miss Mundo foi realizado no dia 9 de agosto de 2003 no Brewers Hall, em Londres, Inglaterra com a presença de trinta e oito (38) competidores representando seus respectivos países de origem. Sob a apresentação de Suzi Perry, músicas de Barbara Baldieri, o certame culminou com a vitória do brasileiro  Gustavo Gianetti.

## Resultados

### Colocações
| Posição                 | País & Candidato |
| Vencedor                | - Brasil - Gustavo Gianetti |
| 2º. Lugar               | - Líbano - Assaad Fawaz |
| 3º. Lugar               | - Bélgica - Fabien Hauquier |
| Finalistas              | - Barbados - Ronnie Morris - México - José Luis Reséndez                                                                         |
| (TOP 10) Semifinalistas | - Aruba - Kevin Halley - China - Shuang-Jian Zhou - Malta - Matthew Saliba - Singapura - Julian Hee - Venezuela - Andrés Mistage |

### Prêmios Especiais
O concurso distribuiu apenas um prêmio este ano:
| Prêmio         | País & Candidato           |
| Mister Talento | - Barbados - Ronnie Morris |

### Ordem dos Anúncios
| 1. México 2. Bélgica 3. Venezuela 4. Aruba 5. Barbados 6. Singapura 7. Brasil 8. Líbano 9. China 10. Malta | 1. Brasil 2. Líbano 3. Barbados 4. México 5. Bélgica |  |  |

## Candidatos
Disputaram o título este ano:
| - Albânia - Gerald Shahu - Alemanha - Joachim Federer - Angola - Antônio Valentim - Aruba - Kevin Halley - Áustria - Michael Schuller - Barbados - Ronnie Morris - Bélgica - Fabien Hauquier - Bolívia - Alejandro Suárez - Bósnia & H. - Birnas Ibrahimagić - Brasil - Gustavo Gianetti - Bulgária - Danail Milev - Canadá - Adam Dreaddy - China - Shuang-Jian Zhou | - Colômbia - Leonardo Morán - Croácia - Bojan Milohanović - Escócia - Gordon Travis - Espanha - Isaac Vidjrakou - Filipinas - Marco Tamayo - Grécia - Athanasios Cherckeletzis - Guatemala - José Turcios - Holanda - Bas Hendriks - Inglaterra - Jonathan Marsden - Irlanda do Norte - Martin McHugh - Itália - Fabrizio Leca - Letônia - Kaspars Patašs - Líbano - Assaad Fawaz | - Malta - Matthew Saliba - México - José Luis Reséndez - País de Gales - Rhodri Jenkins - Porto Rico - Edwin Colón - Romênia - Ilie Asandei - Rússia - Alexei Pershin - Sérvia & M. - Milentije Andrejić - Singapura - Julian Hee - Sri Lanca - Roshan Ranawana - Ucrânia - Vasily Pakhomov - Uruguai - Andrés dos Santos - Venezuela - Andrés Mistage |

## Histórico

### Estatísticas
Candidatos por continente:
- Europa: 21. (Cerca de 55% do total de candidatos)
- Américas: 11. (Cerca de 29% do total de candidatos)
- Ásia: 5. (Cerca de 13% do total de candidatos)
- África: 1. (Cerca de 3% do total de candidatos)
- Oceania: 0. (Cerca de 0% do total de candidatos)

### Candidatos em outros concursos
Manhunt Internacional
- 2002:  País de Gales - Rhodri Jenkins
  - (Representando o Reino Unido em Xangai, na China)
- 2002:  Singapura - Julian Hee
  - (Representando a Singapura em Xangai, na China)
- 2002:  Sri Lanca - Roshan Ranawana (Top 15)
  - (Representando o Sri Lanca em Xangai, na China)